# Беларусь 2
«Беларусь 2» (до 13 ноября 2011 года — «ЛАД») — Познавательный и развлекательный телеканал. Канал входит в структуру Национальной государственной телерадиокомпании Республики Беларусь и ориентирован на телезрителей в возрасте от 14 до 35 лет. Ранее на частоте канала «Беларусь 2» вещал российский телеканал «Культура». Вещание осуществляется на белорусском и русском языках. Начало вещания — 18 октября 2003 года. Вошел в число победителей Национального конкурса «Бренд года 2007», удостоен золотой медали и диплома победителя профессиональной номинации конкурса. Телеканал вещает в формате HD.

## Актуальные программы собственного производства
- «Включайся» (ранее — «Телеутро», «ЛАДное утро») (с 2008)
- «Телебарометр» (с 2012)
- «#Пин-код» (с 2015)
- «Ничего себе ньюз» (с 2017)
- «Я из деревни» (с 2022)
- «Смачна есцi» (с 2023)
- «Как дома» (с 2023)
- «Суд решит» (с 2024)

### Архивные проекты собственного и иностранного производства
- Четыре дачи
- Молодые ножи
- Уральские пельмени (ранее на ВТВ)
- Черный список
- 100 мест, где поесть
- Секреты на кухне
- Развод и девичья фамилия
- О здоровье: Понарошку и всерьез
- Битва за тело
- Башня
- Всей семьёй
- Молодые ножи
- Дорогая, я забил
- Новый день
- Верю — не верю
- Супержена
- Фактор силы (позже на Беларусь 5)
- Интуиция
- Папа попал
- Меняю жену
- Секретный миллионер
- Свидание с будущим
- Третий лишний
- Два рубля
- Война невест
- Свадьба вслепую
- Погоня за вкусом
- Четыре свадьбы
- Супержена
- Верните мне красоту
- Барышня-крестьянка
- Научи жену рулить
- ЛавЛавКар
- На ножах
- Битва салонов
- #Жаннапожени
- Экстрасенсы — детективы
- Дневник экстрасенса с Фатимой Хадуевой
- Орел и решка
- Орел и решка. Шоппинг
- Мир наизнанку
- Муж напрокат
- Любовь на выживание
- Богиня шопинга
- Король десертов
- Шерлоки
- Понять, простить
- Иди сюда и танцуй
- Без носков
- Селаполетела
- Великолепная семерка
- Вот это да!
- Я хочу это увидеть
- Животный мир
- Врачебная тайна
- Живой звук
- Своя музыка
- Страсти по культуре
- Казановы
- Ешь и худей
- Женсовет
- Бонстик-шоу
- Лабиринты
- Время футбола
- ПРОдвижение+
- Шок - о - ЛАД
- Близнецы
- Хочу в телевизор!
- Универ-шеф
- В копейку
- Кипяток
- Вкусно с Борисом Бурдой
- Белорусская кухня (позже выходил на «Беларусь 1», сейчас — на «Беларусь 3»)
- Выше крыши (также в 2010 и 2011 годах, выходил на «РТР-Беларусь»)
- Сыграй меня, если сможешь
- Понаехали
- Понаехали. Каникулы вслепую
- Comedy Woman
- Экспедиция
- Фабрика смеха
- Идеальный мужчина
- Белорусское времечко
- Репортер "Белорусского времечка"
- Пикчерз
- Домохозяйки
- Comedy Баттл
- Звезды юмора
- Репортёр
- Экстрасенсы ведут расследование
- Перезагрузка
- Танцы
- ХБ
- Школа ремонта
- Дети нового поколения (позже на Беларусь 1 Я знаю)
- Нескучный глобус
- Внеклассный час
- Своя компания
- Подиум
- Человек — невидимка
- Мозговой штурм
- Тело человека
- Ступени Веры
- Таямніцы Душы
- Кинопробы
- Смех с доставкой на дом
- Страсцi па культуры
- Мир вашему дому
- Пра мастацтва
- Гаспадар
- Спорт-кадр (позже на Беларусь 5)
- Наперад у мiнулае (позже на Беларусь 3)
- Под грифом "Известные"
- Суперлото (позже на 8 канале и Беларусь 3)
- Ваше лото
- Лотерея "Пятерочка"
- Спортлото 5 из 36
- Спортлото 6 из 49
- КЕНО
- Империя песни
- Lady Блог
- Перезагрузка
- Понять и обезвредить
- Научное шоу профессора Открывашкина
- Азбука вкуса
- Реальный мир
- Разрушители мифов
- Уличная магия
- Удиви меня
- Самый лучший день на Двойке! — телемарафон
- Рок за Бобров — музыкальный фестиваль
- Гала-концерт фестиваля армейской песни "Звезда"
- Копейка в копейку
- Ужин не нужен
- Кто я?
- Камень, ножницы, бумага
- На неделю
- Три первых свидания
- До свидания
- Семейные истории
- На крючке
- Это моя семья

## Сериалы
- «Психология преступления»
- «Сто лет пути»
- «Остаться в живых»
- «Семья»
- «Улетный экипаж»
- «Апостол»
- «Кулагины»
- «Слепая»
- «Клон»
- «Анатомия страсти»
- «Великолепная пятерка»
- «Фитнес»
- «Знаки судьбы»
- «Нежные листья, ядовитые корни»
- «Ищейка»
- «Утиные истории»
- «Внутри»
- «Короли палат»
- «Доктор Надежда»
- «Такая работа»
- «Хозяйка судьбы»
- «Когда мы дома»
- «Их перепутали в роддоме»
- «Кости»
- «Дурнушка»
- «Налетчики»
- «Полюби меня снова»
- «Универ»
- «Любовь как любовь»
- «Интерны»
- «Маргоша»
- «Зайцев+1»
- «Родина ждет»
- «Дом-фантом в приданое»
- «Следствие ведет Да Винчи»
- «Будь в тонусе»
- «Такси»
- «Реальные пацаны»
- «Счастливы вместе»
- «В Москве всегда солнечно»
- «Универ. Новая общага»
- «Любовь на районе»
- «Отель «Вавилон»»
- «Дело Дойлов»
- «Призраки»
- «Обмани меня»
- «СашаТаня»
- «Воронины»
- «Восьмидесятые»
- «Такая работа»
- «Любовь и прочие глупости»
- «Касл»
- «Дружба народов»
- «Физрук»
- «Хали-гали» (собственное производство)
- «Большие чувства»
- «Шурочка»
- «Рыжие»
- «Кто в доме хозяин»
- «Кухня»
- «Моя прекрасная няня»
- «Не родись красивой»
- «Доктор Хаус»
- «Части тела»
- «Сашка»
- «Автошкола»
- «Морозова»
- «Самара»
- «Закрытая школа»
- «Поцелуй Сократа»
- «Жаркий лед»
- «Ликвидация»
- «Государственная граница»
- «Люди Шпака»
- «Покушение»
- «Нетронутая планета»
- «Шерлок Холмс и доктор Ватсон»
- «Сетевая угроза»
- «Короли игры»
- «Ласточкино гнездо»
- «Три дня лейтенанта Кравцова»
- «Ладога»
- «Партизаны»
- «Ковчег»
- «Ландыш серебристый»
- «Как я встретил вашу маму»
- «Бивер Фолс»
- «Сыщик без лицензии»
- «Баффи — истребительница вампиров»
- «Метод Фрейда»
- «Друзья ангелов»
- «В эфире»
- «Прощай, любимая»
- «Онлайн»
- «Классная школа»
- «Истребители. Последний бой»
- «Секретный фарватер»
- «Быть человеком»
- «Привет от "Катюши"»
- «Блокада»
- «Леди исчезают в полночь»
- «А зори здесь тихие»

## Ведущие
- Герман Малыщицкий
- Мария Хрусталева
- Артем Семён
- Хелена Мерааи
- Дмитрий Карась
- Жан Сенкевич
- Василий Чехов
- Евгений Шуманский
- Настя Рудзская
- Анастасия Кравченко
- Павел Летов
- Антон Жданов
- Артём Ракецкий
- Артём Козьминский
- Арсений Воронкович

## Аналоговое вещание (2003—2015)
- Минск 27 канал

## Цифровое вещание
С 2014 года, канал доступен в первом мультиплексе цифрового телевидения Беларуси, с 17.09.2024 перешёл во второй мультиплекс на позицию 2, в связи с запуском телеканала Первый Информационный на позиции 5 в первом мультиплексе.